# Gail Luke
Gail Luke, född 25 maj 1963, är en friidrottare från Australien. Hon deltog vid olympiska sommarspelen 1992.